# Jean-Claude Cheynet
Pour les articles homonymes, voir Cheynet.
Jean-Claude Cheynet, né le 21 février 1947 à Paris, est un historien français, spécialiste de l'Empire byzantin.

## Biographie
Jean-Claude Cheynet a soutenu sa thèse d'histoire, sous la direction de Hélène Ahrweiler, Milieux et Foyers de perturbation dans l'Empire byzantin de 963 à 1204, à Paris-I. Au-delà, Jean-Claude Cheynet a principalement travaillé sur l'aristocratie byzantine dont il a cherché à affiner la définition, par exemple dans L'Anthroponymie aristocratique à Byzance co-écrit avec Évelyne Patlagean et à mieux comprendre la composition mais aussi l'origine et les moyens d'actions. Dans son ouvrage Pouvoir et Contestations à Byzance (963-1210), publié avec le concours du Centre national de la recherche scientifique, préfacé par Hélène Ahrweiler, il a reçu, en 1991, le  prix Charles et Marguerite Diehl de l'Académie des inscriptions et belles-lettres. Il y développe l'idée d'une aristocratie certes influente à Constantinople mais très ancrée dans les provinces, qui peuvent constituer les foyers de ses révoltes contre le pouvoir impérial. Il a aussi critiqué la vision traditionnelle opposant une aristocratie civile et une aristocratie militaire, qui culminerait dans leur affrontement fratricide au XIe siècle. Il lui préfère l'idée d'alliances matrimoniales qui nuancent cette dichotomie. Ses travaux sur l'aristocratie byzantine restent aujourd'hui une référence.

## Carrière
- Agrégé d'histoire (1970)
- Docteur en histoire byzantine (1977)
- Entrée au CNRS (1977)
- Docteur en histoire de l'université Paris-I (1987)
- Directeur de recherche au CNRS (1990)
- Professeur d'histoire byzantine à l'université Paris IV (depuis 1995)
- Directeur de la Revue des études byzantines (1996-2005)
- Directeur du Centre de recherche sur l'histoire et la civilisation de Byzance (CNRS-Collège de France, depuis 2000)

## Thèmes de recherche
- Étude de la société byzantine entre les VIIIe et XIIIe siècles
- Prosopographie de l'aristocratie byzantine
- Sigillographie byzantine
- Histoire politique, militaire et administrative de l'Empire byzantin

## Publications
- J.-C. Cheynet, Révoltes et Mouvements de dissidence dans l’Empire byzantin de 1180 à 1208, Édition Sorbonne, 1977 (thèse de 3e cycle, Paris I).
- J.-C. Cheynet, Pouvoir et Contestations à Byzance (963-1210), Édition Sorbonne, 1987 (thèse d'État, dir. Hélène Ahrweiler, Paris I).
- C. Morrisson, J.-C. Cheynet et W. Seibt, Les Sceaux de la collection H. Seyrig conservés à la bibliothèque Nationale de Paris, Paris 1991.
- J.-C. Cheynet (dir.), Chrétientés médiévales VIIe – XIe siècle, Paris, 1997.
- J.-C. Cheynet, Sceaux de la collection Zacos (Bibliothèque nationale de France) se rapportant aux provinces orientales de l’Empire byzantin, Paris 2001.
- J.-C. Cheynet, Byzance. L’Empire romain d’Orient, Paris, Colin, Cursus, 2001.
- J.-C. Cheynet, Histoire de Byzance. 1. L'État et la société, PUF, Que sais-je ?, Paris 2005.
- J.-C. Cheynet (dir.), Le Monde byzantin. II L’Empire byzantin (641-1204), PUF, Nouvelle Clio, Paris, 2006.